# Abaciscus kathmandensis
Abaciscus kathmandensis là một loài bướm đêm thuộc họ Geometridae. Nó được Sato miêu tả năm 1993.